# Juan Ruiz Anchía
Juan Ruiz Anchía (né en 1949 à Bilbao) est un directeur de la photographie espagnol, remarqué notamment pour son travail avec James Foley (Comme un chien enragé, Glengarry) et David Mamet (Engrenages, Parrain d'un jour).

## Début de carrière
Anchía a fait ses études à l'Escuela Oficial de Cine (es) de Madrid, obtenant son diplôme en 1972, puis, en 1981, un diplôme de directeur de la photographie de l'American Film Institute Conservatory.

## Filmographie sélective
- 1984 : The Stone Boy de Christopher Cain
- 1984 : Maria's Lovers
- 1985 : Engrenage mortel (That Was Then... This Is Now)
- 1986 : Comme un chien enragé (At Close Range)
- 1986 : Quand la rivière devient noire (Where the River Runs Black)
- 1987 : Engrenages (House of Games)
- 1987 : Cordes et Discordes (Surrender)
- 1988 : La Septième Prophétie (The Seventh Sign)
- 1988 : Parrain d'un jour (Things Change)
- 1989 : Le Carrefour des innocents (Lost Angels)
- 1990 : L'Enfer bleu (The Last of the Finest) de John Mackenzie
- 1990 : Naked Tango
- 1991 : Le Choix d'aimer (Dying Young)
- 1991 : Traumatismes (Liebestraum)
- 1992 : Glengarry (Glengarry Glen Ross)
- 1993 : Kalahari
- 1993 : Mr. Jones
- 1994 : Le Livre de la jungle (The Jungle Book)
- 1995 : Instant de bonheur (Two Bits)
- 1996 : Pinocchio
- 1996 : The Disappearance of Garcia Lorca
- 1998 : Mararía
- 1999 : Le Corrupteur (The Corruptor)
- 2000 : The Crew
- 2001 : New Port South
- 2001 : Focus
- 2002 : Sans motif apparent (The House on Turk Street)
- 2003 : Confidence
- 2003 : Off the Map
- 2004 : Spartan
- 2004 : Voces inocentes
- 2007 : September Dawn
- 2008 : Je viens avec la pluie
- 2008 : Sleepwalking
- 2010 : Bunraku
- 2013 : Phil Spector (TV) de David Mamet

## Récompenses
- 1999 : Prix Goya pour la photographie du film Mararía d'Antonio José Betancor[1].